# エルマー・バーンスタイン
エルマー・バーンスタイン（Elmer Bernstein, 1922年4月4日 - 2004年8月18日）は、アメリカ合衆国の作曲家。
東欧ユダヤ系移民出身（父親はウクライナ人、母親がハンガリー人）。子供の頃からダンサー・子役として活躍していたが、次第に音楽に傾倒するようになり、奨学金を得てピアノを学んだ。
1950年に東海岸のニューヨークから西海岸のハリウッドへ移り、映画音楽を手掛けるようになった。
以後、『十戒』『黄金の腕』『荒野の七人』『大脱走』など、200以上の映画・テレビで音楽を担当した。1967年の『モダン・ミリー』ではアカデミー作曲賞を受賞した。
指揮者兼作曲家のレナード・バーンスタイン（『ウエスト・サイド物語』などを作曲）とは同姓・同国籍で活動期間も重なるが、血縁関係はない。ただし互いに友人ではあった。

## 主な作品
- 突然の恐怖　Sudden Fear (1952)
- 真紅の騎兵隊 Battles of Chief Pontiac (1952)
- 月のキャットウーマン Cat-Women of the Moon (1953)
- ロボット・モンスター Robot Monster (1953)
- レイテ沖海戦　永遠の海原 The Eternal Sea (1955)
- 黄金の腕 The Man with the Golden Arm (1955)
- 十戒 The Ten Commandments (1956)
- 成功の甘き香り Sweet Smell of Success (1957)
- 楡の木蔭の欲望（Desire Under the Elms (1958)
- 荒野の七人 The Magnificent Seven (1960)
- コマンチェロ The Comancheros (1961)
- 肉体のすきま風 Summer and Smoke (1961)
- アラバマ物語 To Kill a Mockingbird (1962)
- 荒野を歩け Walk On The Wild Side (1962)
- ハッド Hud (1963)
- 大脱走 The Great Escape (1963)
- 太陽の帝王 Kings of the Sun (1963)
- マンハッタン物語 Love with the Proper Stranger (1963)
- マリアンの友だち The World of Henry Orient (1964)
- 大いなる野望 The Carpetbaggers (1964)
- ハイウェイ Baby the Rain Must Fall (1965)
- ビッグトレイル The Hallelujah Trail (1965)
- エルダー兄弟 The Sons of Katie Elder (1965)
- メキシコで死ね The Reward (1965)
- 荒野の女たち 7 Women (1966)
- サイレンサー沈黙部隊 The Silencers (1966)
- 巨大なる戦場 Cast a Giant Shadow (1966)
- ハワイ Hawaii (1966)
- 続・荒野の七人 Return of the Seven (1966)
- モダン・ミリー Thoroughly Modern Millie (1967)
- インディアン狩り The Scalphunters (1968)
- 太ももに蝶 I Love You, Alice B. Toklas! (1968)
- 新荒野の七人　馬上の決闘 Guns of The Magnificent Seven (1969)
- 強奪超特急 Midas Run (1969)
- 勇気ある追跡 True Grit (1969)
- レマゲン鉄橋 The Bridge at Remagen (1969)
- さすらいの大空 The Gypsy Moths (1969)
- L・B・ジョーンズの解放 The Liberation of L.B. Jones (1970)
- 見えない恐怖 See No Evil/Blind Terror (1971)
- マックQ McQ (1974)
- ラスト・シューティスト The Shootist (1976)
- アニマル・ハウス Animal House (1978)
- フライングハイ Airplane! (1980)
- パラダイス・アーミー Stripes (1980)
- 狼男アメリカン An American Werewolf in London (1981)
- ヘビーメタル Heavy Metal (1981)
- 大逆転 Trading Places (1983)
- ゴーストバスターズ Ghost Busters (1984)
- ボレロ/愛欲の日々 Boler (1984)
- 夜霧のマンハッタン Legal Eagles (1986)
- サボテン・ブラザース ¡Three Amigos! (1986)
- ビル・コスビーのそれ行けレオナルド Leonard Part 6 (1987)
- マイ・レフトフット My Left Foot (1989)
- グリフターズ/詐欺師たち The Grifters (1990)
- オスカー Oscar (1991)
- ランブリング・ローズ Rambling Rose (1991)
- 恋に落ちたら… Mad Dog and Glory (1993)
- エイジ・オブ・イノセンス/汚れなき情事 The Age of Innocence (1993)
- 危険な遊び The Good Son (1993)
- サーチ&デストロイ Search and Destroy (1995)
- 青いドレスの女 Devil in a Blue Dress (1995)
- レインメーカー The Rainmaker (1997)
- アカデミー 栄光と悲劇 Introducing Dorothy Dandridge (1999)
- ディープエンド・オブ・オーシャン The Deep End of the Ocean (1999)
- 救命士 Bringing Out the Dead (1999)
- トワイライト 葬られた過去 Twilight (1998) 日本未公開
- ワイルド・ワイルド・ウエスト Wild Wild West (1999)
- 僕たちのアナ・バナナ Keeping the Faith (2000)
- エデンより彼方に Far from Heaven (2002)

## 受賞歴

### アカデミー賞
受賞
1968年 アカデミー作曲賞:『モダン・ミリー』
ノミネート
1956年 アカデミー劇・喜劇映画音楽賞:『黄金の腕』
1961年 アカデミードラマ・コメディ映画音楽賞:『荒野の七人』
1962年 アカデミードラマ・コメディ映画音楽賞:『肉体のすきま風』
1963年 アカデミー作曲賞:『アラバマ物語』
1963年 アカデミー歌曲賞(Walk on the Wild Side) ※作曲:『荒野を歩け』
1967年 アカデミー作曲賞、アカデミー歌曲賞(My Wishing Doll) ※作曲:『ハワイ』
1967年 アカデミー音楽賞:『続・荒野の七人』
1970年 アカデミー歌曲賞(True Grit) ※作曲:『勇気ある追跡』
1975年 アカデミー歌曲賞(Wherever Love Takes Me) ※作曲:『ゴールド』
1984年 アカデミー音楽賞:『大逆転』
1994年 アカデミー作曲賞:『エイジ・オブ・イノセンス/汚れなき情事』
2003年 アカデミー作曲賞:『エデンより彼方に』

### ゴールデングローブ賞
受賞
1963年 作曲賞:『アラバマ物語』
1967年 作曲賞:『ハワイ』
ノミネート
1962年 作曲賞:『肉体のすきま風』
1968年 作曲賞:『モダン・ミリー』
1970年 主題歌賞(True Grit) ※作曲:『勇気ある追跡』
1977年 主題歌賞(Hello and Goodbye) ※作曲:『正午から3時まで』
2003年 作曲賞:『エデンより彼方に』